# Formacja Chatelet
Formacja Chatelet (inaczej Teatr bądź Kabaret Form Niebywałych) – krakowski kabaret założony w 1996. Od 2019 grupa występuje w dwuosobowym składzie: Adam Małczyk i Karol Wolski.

## Historia
Kabaret powstał jesienią 1996 w Krakowie, a jego założycielem był Krzysztof Niedźwiedzki, nauczyciel języka polskiego w XVI Liceum Ogólnokształcącym im. Krzysztofa Kamila Baczyńskiego w Krakowie, który zaprosił do współpracy swoich uczniów: Adama Grzankę i Pawła Rybaka. Pierwszy spektakl Formacji Chatelet nosił tytuł „Program Jedenasty”, za który grupa w 1997 otrzymała Grand Prix Przeglądu Kabaretów Amatorskich „PaKA”. Skład formacji wielokrotnie się zmieniał, jego trzon przez lata stanowili Adam Małczyk, Michał Pałubski i Adam Grzanka, poza tym z zespołem występowali również m.in. Tomasz Jachimek i Marcin Sikora.
W grudniu 2006 z formacji odszedł Połoński. Po odejściu Grzanki z grupy w październiku 2011 kabaret próbował występów w składzie Małczyk–Pałubski, który wspierany był przez dźwiękowca Askaniusza Petynkę. W 2013 duet rozpoczął współpracę przy realizacji programu rozrywkowego Dzięki Bogu już weekend w TVP2. Nawiązali wówczas współpracę z Barbarą Tomkowiak, która latem 2014 zaczęła występować z Formacją Chatelet również na estradzie. Formacja współpracuje także z krakowskim Teatrem Groteska.
W czerwcu 2019 po odejściu Michała Pałubskiego z formacji jego miejsce w składzie zajął aktor i piosenkarz Karol Wolski.

## Skład
Obecny skład:
- Adam Małczyk „Mały” – lider zespołu, aktor, autor tekstów, wokalista.
- Karol Wolski (od kwietnia 2019) – aktor, autor tekstów, wokalista.

Byli członkowie:
- Krzysztof Niedźwiedzki – założyciel zespołu, aktor, autor tekstów.
- Paweł Rybak – aktor, wokalista.
- Marcin Sikora – aktor, wokalista.
- Jerzy Jan Połoński (do 2006) – aktor, autor tekstów, wokalista.
- Adam Grzanka (do 2011) – aktor, autor melodii, autor tekstów, wokalista.
- Michał Pałubski „Misiek” (do czerwca 2019) – aktor, autor tekstów, wokalista.
- Michał Makagon „Maki” – dźwiękowiec.
- Michał Soswa „Ruski” – kierowca, techniczny, sporadycznie aktor.
- Barbara Tomkowiak „Basia” – aktorka kabaretowa, wokalistka.

## Spektakle
- Program jedenasty (premiera 16 lutego 1997)
  - reżyseria: Formacja Chatelet
  - teksty: Krzysztof Niedźwiedzki
  - oprawa muzyczna: Adam Grzanka
  - wystąpili w dniu premiery: Adam Grzanka, Adam Małczyk, Krzysztof Niedźwiedzki, Paweł Rybak
- Program drugi (premiera – październik 1997)
  - reżyseria: Formacja Chatelet
  - teksty: Krzysztof Niedźwiedzki
  - oprawa muzyczna: Adam Grzanka
  - wystąpili w dniu premiery: Adam Grzanka, Adam Małczyk, Krzysztof Niedźwiedzki, Paweł Rybak
- Dziwny dziwny (premiera 8 kwietnia 2000)
  - reżyseria: Formacja Chatelet
  - teksty: Michał Zabłocki, Adam Małczyk, Formacja Chatelet
  - oprawa muzyczna: Adam Grzanka
  - wystąpili w dniu premiery: Adam Grzanka, Adam Małczyk, Paweł Rybak, Marcin Sikora
- Trójkąty (premiera – wiosna 2003)
  - reżyseria: Formacja Chatelet
  - teksty: Adam Małczyk
  - oprawa muzyczna: Adam Grzanka
  - wystąpili w dniu premiery: Adam Grzanka, Adam Małczyk, Jerzy Jan Połoński, Marcin Sikora
- Foch (premiera – wiosna 2011)
  - reżyseria: Formacja Chatelet
  - teksty: Adam Małczyk, Michał Pałubski
  - wystąpili w dniu premiery: Adam Małczyk, Michał Pałubski

## Nagrody
- 1997 – PaKA 1997 (Grand Prix)
- 1997 – Fama (Nagroda im. Maksa Szoca)
- 1998 – PaKA 1998 (Pierwsza Nagroda, nagroda publiczności)
- 1998 – XIX Lidzbarskie Biesiady Humoru i Satyry (Pierwsza Nagroda)
- 1998 – Fama (Nagroda Prezydenta Miasta Świnoujście)
- 1998 – Mulatka (Pierwsza Nagroda)
- 2000 – I Ogólnopolski Festiwal Sztuki Estradowej w Warszawie (Pierwsza Nagroda)
- 2000 – I Międzynarodowy Festiwal Działań Teatralnych i Plastycznych Zdarzenia w Tczewie (Pierwsza Nagroda)
- 2006 – X Jubileuszowy Festiwal Sztuki Słowa „Czy to jest kochanie?” w Elblągu (Pierwsza Nagroda)
- Specjalna Nagroda Rektora Europejskiej Akademii Sztuk w Warszawie

## Nowa Huta Gangsta
Formacja jest twórcą projektu muzycznego Nowa Huta Gangsta, utrzymanego w konwencji muzyki hip-hop, elektro i industrial. Grupa nagrała trzy utwory:
- „Bohaterzy z Huty” (premiera: 7 maja 2005 roku na stronie Formacji Chatelet; wydany oficjalnie na płycie z utworami z XXII Przeglądu Kabaretów PaKA „Miłość niejedno ma imię”)
- „English lesson” albo „English is easy” (premiera: XVIII Mazurska Noc Kabaretowa)
- „Młodzież bawi się kulturalnie” (premiera: XXII Przegląd Kabaretów PaKA).